# Чоботок Володимир Іванович
Володи́мир Іва́нович Чобото́к — полковник Збройних сил України, командир центральної бази резерву танків в Артемівську.

## Життєпис
10—14 жовтня 2003 року під час пожежі у військовій частині А-0621 в Артемівську Донецької області вирішив залучити пожежний танк зі сховища довгочасного зберігання, що немалою мірою допомогло загасити пожежу.
24 квітня 2014-го озброєні бойовики — близько 100 осіб із автоматичною зброєю, гранатами та гранатометами — штурмували вночі військову частину в Артемівську — резервну танкову базу, командиром якої є Чоботок, напад відбито.
7 червня цього року терористи розстріляли легковий автомобіль із командиром військової частини та пасажирами, Чоботка поранили та ще одного пасажира, троє людей померло. Полковник при цьому відстрілювався і встиг повідомити про напад, однак був важко поранений. Ближче до вечора терористи в соціальних мережах почали обговорення плану захоплення в лікарні полковника, до вечора того дня бійці танкової бригади забрали з лікарні його непритомного після операції та доправили до вертольота, обстрілявши авто з переслідувачами.

## Нагороди
2 серпня 2014 року — за особисту мужність і героїзм, виявлені у захисті державного суверенітету та територіальної цілісності України, вірність військовій присязі під час російсько-української війни, відзначений — нагороджений орденом Богдана Хмельницького III ступеня.